# اش هالیوود
اش هالیوود (انگلیسی: Ash Hollywood؛ زاده ۲۷ مهٔ ۱۹۸۹) بازیگر پورنوگرافی اهل ایالات متحده آمریکا است.